# Mees Hoedemakers
Mees Hoedemakers (Zaandam, 18 febbraio 1998) è un calciatore olandese, centrocampista del N.E.C..

## Caratteristiche tecniche
È un mediano.

## Carriera
Prodotto del settore giovanile dell'AZ Alkmaar, debutta in prima squadra il 6 maggio 2018 in occasione dell'incontro di Eredivisie vinto 6-0 contro il PEC Zwolle. Nel luglio 2019 viene prestato al Cambuur club che al termine della stagione attiva l'opzione per l'acquisto a titolo definitivo.

## Statistiche
Statistiche aggiornate al 6 settembre 2021.
| Stagione        | Squadra         | Campionato      | Campionato | Campionato | Coppe nazionali | Coppe nazionali | Coppe nazionali | Coppe continentali | Coppe continentali | Coppe continentali | Altre coppe | Altre coppe | Altre coppe | Totale | Totale |
| Stagione        | Squadra         | Comp            | Pres       | Reti       | Comp            | Pres            | Reti            | Comp               | Pres               | Reti               | Comp        | Pres        | Reti        | Pres   | Reti   |
| --------------- | --------------- | --------------- | ---------- | ---------- | --------------- | --------------- | --------------- | ------------------ | ------------------ | ------------------ | ----------- | ----------- | ----------- | ------ | ------ |
| 2016-2017       | Jong AZ Alkmaar | 2D              | 3          | 0          |                 | -               | -               |                    | -                  | -                  |             | -           | -           | 3      | 0      |
| 2017-2018       | Jong AZ Alkmaar | 1D              | 34         | 3          |                 | -               | -               |                    | -                  | -                  |             | -           | -           | 34     | 3      |
| 2018-2019       | Jong AZ Alkmaar | 1D              | 23         | 1          |                 | -               | -               |                    | -                  | -                  |             | -           | -           | 23     | 1      |
| 2017-2018       | AZ Alkmaar      | ED              | 1          | 0          | CO              | 0               | 0               |                    | -                  | -                  |             | -           | -           | 1      | 0      |
| 2019-2020       | Cambuur         | 1D              | 29         | 1          | CO              | 2               | 0               |                    | -                  | -                  |             | -           | -           | 31     | 1      |
| 2020-2021       | Cambuur         | 1D              | 37         | 3          | CO              | 2               | 0               |                    | -                  | -                  |             | -           | -           | 39     | 3      |
| 2021-2022       | Cambuur         | ED              | 4          | 0          | CO              | 0               | 0               |                    | -                  | -                  |             | -           | -           | 4      | 0      |
| Totale carriera | Totale carriera | Totale carriera | 123        | 8          |                 | 4               | 0               |                    | -                  | -                  |             | -           | -           | 127    | 8      |

## Palmarès

### Club

#### Competizioni nazionali
- Eerste Divisie: 1

Cambuur: 2020-2021